# Gaius Licinius Macer
Gaius Licinius Macer († 66 př. n. l.), byl římský spisovatel a historik
V roce 73 př. n. l. se stal tribunem lidu a v r. 68 př. n. l. praetorem.
Popsal dějiny z plebejského a demokratického hlediska. Historicky je velmi nespolehlivý. Ve svém díle se nesnažil o popsání pravdivé historie, ale o to aby dílo bylo zajímavé, proto často nadsazoval nejen počty vojáků či kořist, ale i vymýšlel události.
Jeho syn byl básník Gaius Licinius Macer Calvus.